# Saint-Martial-le-Mont
Saint-Martial-le-Mont è un comune francese di 263 abitanti situato nel dipartimento della Creuse nella regione della Nuova Aquitania.

## Società

### Evoluzione demografica
Abitanti censiti